# Ningbo Open 2024
Il Ningbo Open 2024 è stato un torneo di tennis giocato sul cemento. È stata la 7ª edizione del Ningbo Open, la prima che fa parte della categoria WTA 500 nell'ambito del WTA Tour 2024. Si è giocato al Yinzhou Tennis Center di Ningbo, in Cina, dal 14 al 20 ottobre 2024. Il torneo era originariamente programmato dal 16 al 22 settembre facente parte della categoria WTA 250 nell'ambito del WTA Tour 2024, ma ha subito un aumento di categoria a WTA 500 ed è stato riprogrammato ad ottobre per ricoprire uno spazio in seguito alla cancellazione del Zhengzhou Open.

## Partecipanti al singolare

### Teste di serie
| Nazionalità | Giocatrice          | Ranking* | Testa di serie |
| ----------- | ------------------- | -------- | -------------- |
| Italia      | Jasmine Paolini     | 6        | 1              |
| Cina        | Zheng Qinwen        | 7        | 2              |
| Stati Uniti | Emma Navarro        | 8        | 3              |
| Rep. Ceca   | Barbora Krejčíková  | 10       | 4              |
|             | Dar'ja Kasatkina    | 11       | 5              |
| Brasile     | Beatriz Haddad Maia | 12       | 6              |
|             | Anna Kalinskaja     | 13       | 7              |
| Spagna      | Paula Badosa        | 15       | 8              |

* Ranking al 7 ottobre 2024.

### Altre partecipanti
Le seguenti giocatrici hanno ricevuto una wild card per il tabellone principale:
- Wang Xiyu
- Wang Yafan

La seguente giocatrice è entrata in tabellone utilizzando il ranking protetto:
- Karolína Muchová

Le seguenti giocatrici sono passate dalle qualificazioni:

- Sara Errani
- Olivia Gadecki
- Varvara Lepchenko
- Kamilla Rachimova
- Ajla Tomljanović
- You Xiaodi

Le seguenti giocatrici sono entrate in tabellone come lucky loser:
- Anna Bondár
- Jaqueline Cristian
- Priscilla Hon
- Tamara Korpatsch
- Ma Yexin
- Ella Seidel
- Kathinka von Deichmann

### Ritiri
Prima del torneo
- Ekaterina Aleksandrova → sostituita da  Ma Yexin
- Danielle Collins → sostituita da  Mirra Andreeva
- Marta Kostjuk → sostituita da  Katie Boulter
- Emma Navarro → sostituita da  Tamara Korpatsch
- Jeļena Ostapenko → sostituita da  Julija Putinceva
- Jasmine Paolini → sostituita da  Ella Seidel
- Jessica Pegula → sostituita da  Anastasija Potapova
- Anastasija Potapova → sostituita da  Priscilla Hon
- Maria Sakkarī → sostituita da  Ekaterina Aleksandrova
- Ljudmila Samsonova → sostituita da  Anna Bondár
- Donna Vekić → sostituita da  Kateřina Siniaková
- Wang Yafan → sostituita da  Kathinka von Deichmann
- Zheng Qinwen → sostituita da  Jaqueline Cristian

Durante il torneo
- Paula Badosa
- Barbora Krejčíková
- Karolína Muchová

## Partecipanti al doppio

### Teste di serie
| Nazione       | Giocatrice               | Nazione   | Giocatrice         | Ranking* | Testa di serie |
| ------------- | ------------------------ | --------- | ------------------ | -------- | -------------- |
| Stati Uniti   | Nicole Melichar-Martinez | Australia | Ellen Perez        | 21       | 1              |
| Taipei cinese | Chan Hao-ching           | Rep. Ceca | Barbora Krejčiková | 45       | 2              |
| Kazakistan    | Anna Danilina            |           | Irina Chromačëva   | 58       | 3              |
| Messico       | Giuliana Olmos           |           | Aleksandra Panova  | 67       | 4              |

* Ranking al 7 ottobre 2024.

## Punti
| Evento    | V   | F   | SF  | QF  | 2T   | 1T | Q    | Q2   | Q1   |
| Singolare | 500 | 325 | 195 | 108 | 60   | 1  | 25   | 13   | 1    |
| Doppio    | 500 | 325 | 195 | 108 | N.D. | 1  | N.D. | N.D. | N.D. |

## Montepremi
| Evento    | V         | F        | SF       | QF       | 2T       | 1T      | Q2      | Q1      |
| Singolare | 142 000 $ | 87 655 $ | 51 205 $ | 24 910 $ | 13 590 $ | 9 820 $ | 6 603 $ | 3 380 $ |
| Doppio*   | 47 390 $  | 28 720 $ | 16 430 $ | 8 510 $  | N.D.     | 5 140 $ | N.D.    | N.D.    |

*per team

## Campioni

### Singolare
Dar'ja Kasatkina ha sconfitto in finale  Mirra Andreeva con il punteggio di 6-0, 4-6, 6-4.
- É l'ottavo titolo in carriera per Kasatkina, il secondo della stagione.

### Doppio
Demi Schuurs /  Yuan Yue hanno sconfitto in finale  Nicole Melichar-Martinez /  Ellen Perez con il punteggio di 6-3, 6-3.